# Grijssloot
Grijssloot is een buurt in de gemeente Het Hogeland in de Nederlandse provincie Groningen. De buurt ligt iets ten noorden van Leens en bestaat uit zeven boerderijen aan een doodlopende weg. Voor fietsers is het weggetje met een hoogholtje over de Hoornse Vaart verbonden met Wehe-den Hoorn.

## Wierde en naam
Grijssloot ligt op een oude kwelderwal, de derde kwelderwal die zich in de middeleeuwen (waarschijnlijk in de 10e eeuw) in De Marne heeft gevormd. Op die kwelderwal werden vervolgens wierden opgeworpen. Bij vrijwel alle boerderijen in de streek zijn die nog terug te vinden. De wierden zijn betrekkelijk laag, omdat goed tweehonderd jaar na de bouw van deze wierden de eerste zeedijk gereed kwam. Daarmee verdween de behoefte om de wierden steeds verder op te hogen.
De herkomst van de naam is onduidelijk, omdat er zich in de omgeving - anders dan men zou verwachten - geen water bevindt met de naam Grijssloot. Volgens Van der Aa heette Grijssloot vroeger Grijscheloo, iets wat niet door andere bronnen wordt gestaafd. Wel was er in 1417 sprake van des Grijse moncke venne, een weiland dat eigendom was van de abt van Oldeklooster.
Vroeger liep de huidige Schaapweg (vanaf Leens) verder door als de Baatweg en verder noordwaarts richting de Monnikenweg naar Kloosterburen langs de oostzijde van boerderij Framaheerd. Met behulp van een bootje moest dan het iets noordelijker stromende Uilenestermaar (vroeger ook Hakkevoortstocht of Bakboortstocht genoemd) worden overgestoken. In de jaren 1980 is deze verbinding iets oostelijker hersteld als fietspad.
Ten westen van de oude Baatweg stond volgens overleveringen een kapel (of kluizenarij) van de grijze monniken of Cisterciënsers. Deze kloosterorde had verder echter geen bezittingen in de Marne. De naam Grijssloot zou volgens Van der Aa zijn afgeleid via de 'Grijze-Munniken-Schipsloot' (wat hiervan nu de naam is vermeldt hij niet).
Volgens Van der Aa stond de kapel echter niet daar, maar op de plek van de oostelijker gelegen boerderij Noord Leens, waar in 1787 nog 'cellen of nissen in zware muren' zouden zijn gevonden, die 'later door vertimmering weggebroken' zouden zijn. Ook Theodorus Beckeringh vermeldt op zijn kaart uit 1771 bij deze boerderij 'oudtijds een capelle'.

## Boerderijen
Van west naar oost staan de volgende boerderijen in Grijssloot: De meest westelijke boerderij is Veltingheem (Grijssloot 1). Deze boerderij is ontstaan uit drie andere boerderijen, waaronder boerderij Biesemaheerd, die tot 1594 aan het Oldeklooster behoorde. In 1756 werden twee boerderijen verenigd en in 1794 ook de derde. Veltingheem stond vroeger een perceel oostelijker, op de plek waar nu nog een ruïne van het oude woonhuis staat. In 1856 werd de huidige oldambtster boerderij gebouwd, die tegenwoordig een rijksmonument vormt. Ten oosten van Veltingheem staat boerderij Framaheerd (Grijssloot 5), die voor het eerst genoemd wordt in een klauwbrief uit 1405. Gedacht wordt dat hier mogelijk een steenhuis heeft gestaan, aangezien er bij een opgraving in 1983 een fundament van kloostermoppen is gevonden. In de 15e eeuw was de boerderij eigendom van Blyke Frama, die door haar vele huwelijken waarschijnlijk de rijkste vrouw van de Ommelanden was. In 1840 werd het woonhuis en in 1868 werden de schuren van de huidige kop-hals-rompboerderij gebouwd. In 1979 werd een bijschuur gebouwd.
Op Grijssloot 7 staat een in 1986 aan de landbouw onttrokken kop-hals-rompboerderij. De schuren van de huidige boerderij zijn van 1883, het jaar dat ook het woonhuis werd vergroot. Ernaast staat op Grijssloot 9 boerderij Uilennest. Deze boerderij behoorde vroeger aan het nonnenklooster van Warffum. De schuren dateren van 1770 en het huis van 1939. Op Grijssloot 11 staat de nog deels omgrachte kop-hals-rompboerderij Noord Leens (in 1757 Grisslot geheten). De schuren en het woonhuis van deze boerderij werden in 1867 gebouwd. In 1908 verrees nog een schuur bij deze boerderij. Op Grijssloot 13 staat een naamloze kop-hals-rompboerderij met dwarshuis, die in 1714 voor het eerst wordt genoemd. De schuren stammen uit 1852. Het woonhuis werd in 1960 verbouwd. Op Grijssloot 15 staat de meest oostelijke boerderij, een naamloze boerderij met schuren uit 1845, een woonhuis uit 1990 en een kapschuur uit 1930. Bij deze boerderij lag een brug over de Hoornse Vaart, die in 1933 werd afgebroken en tegenwoordig is vervangen door een hoogholtje voor fietsers.

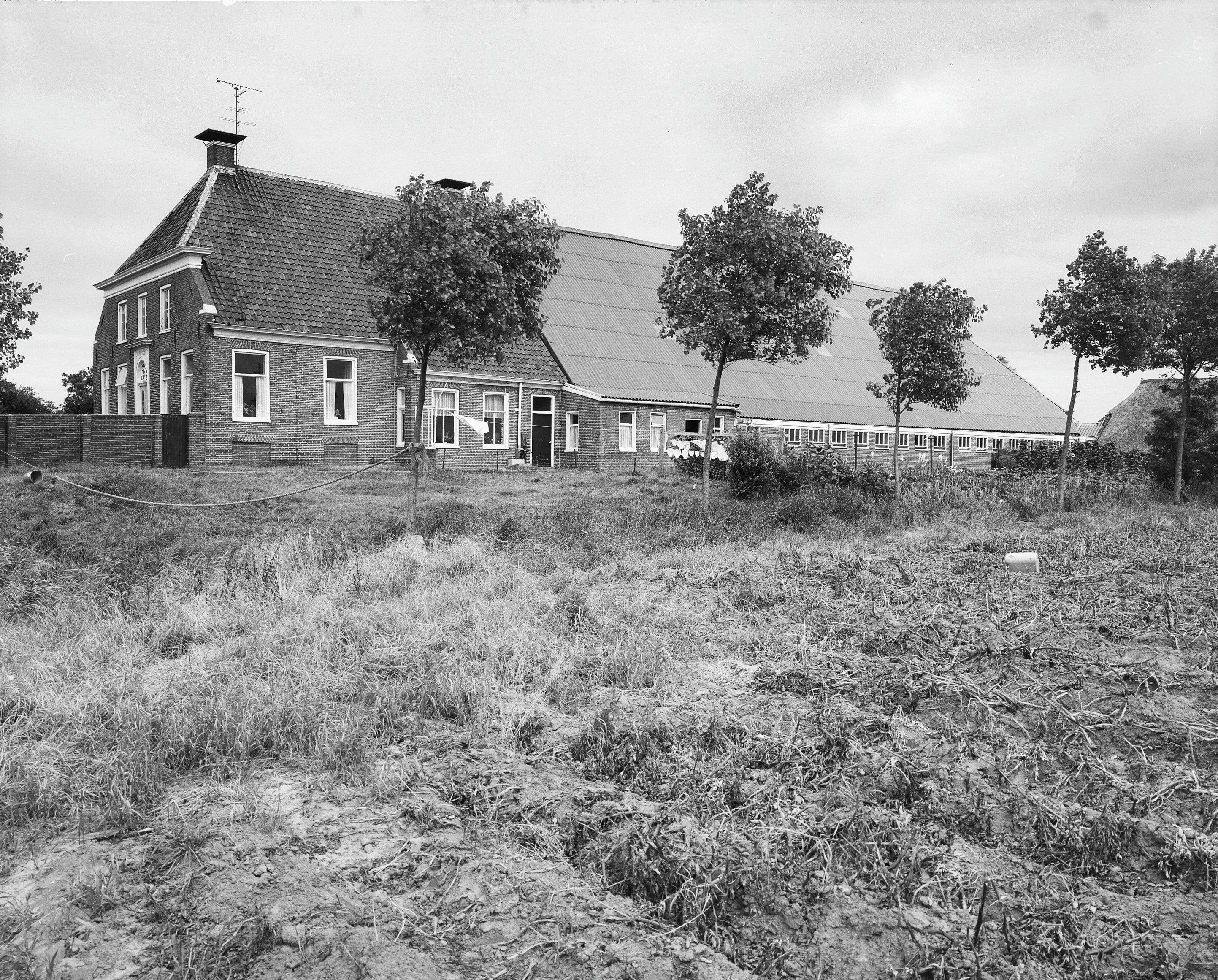
Veltingheem (1971)
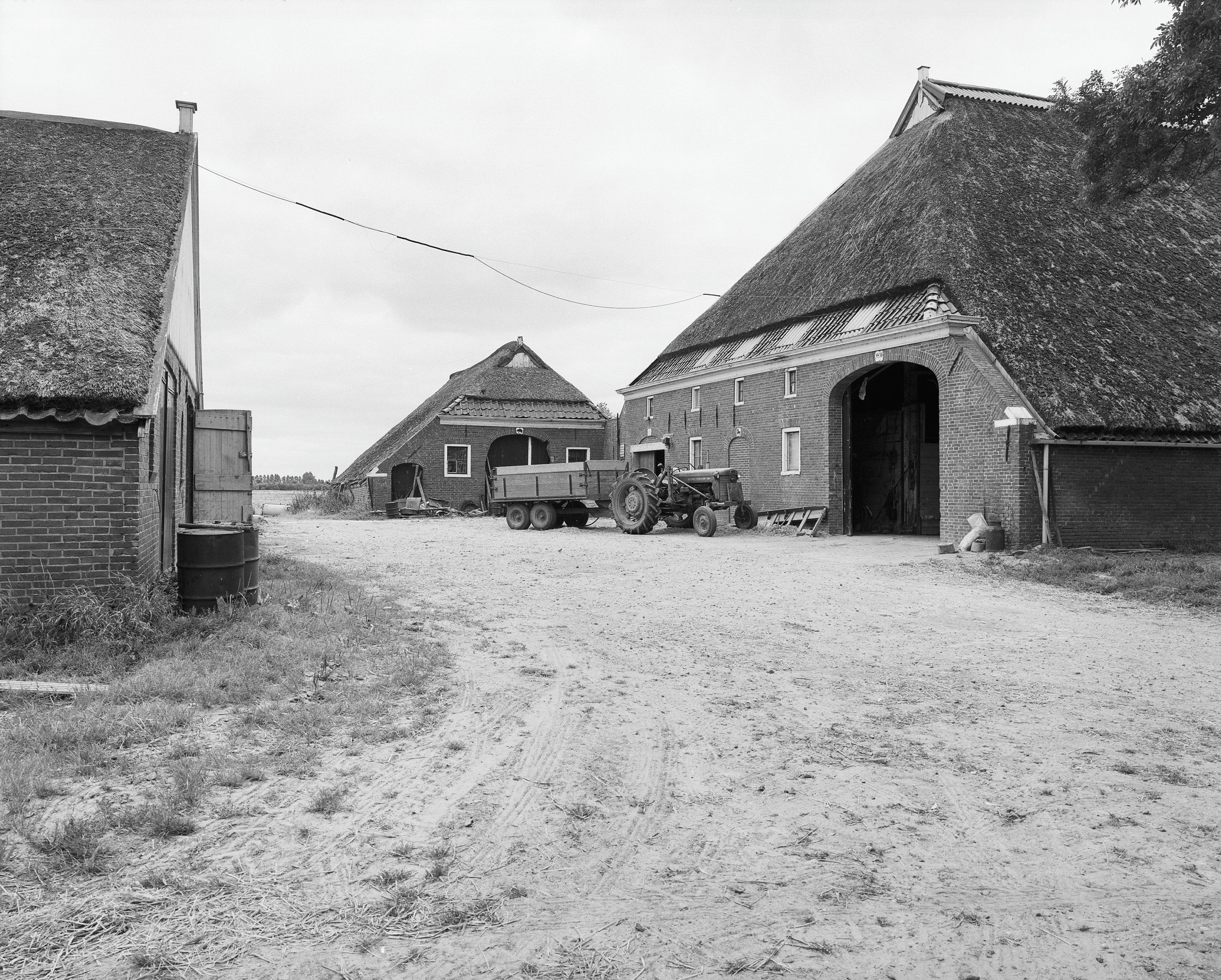
Achterzijde Veltingheem (1971)
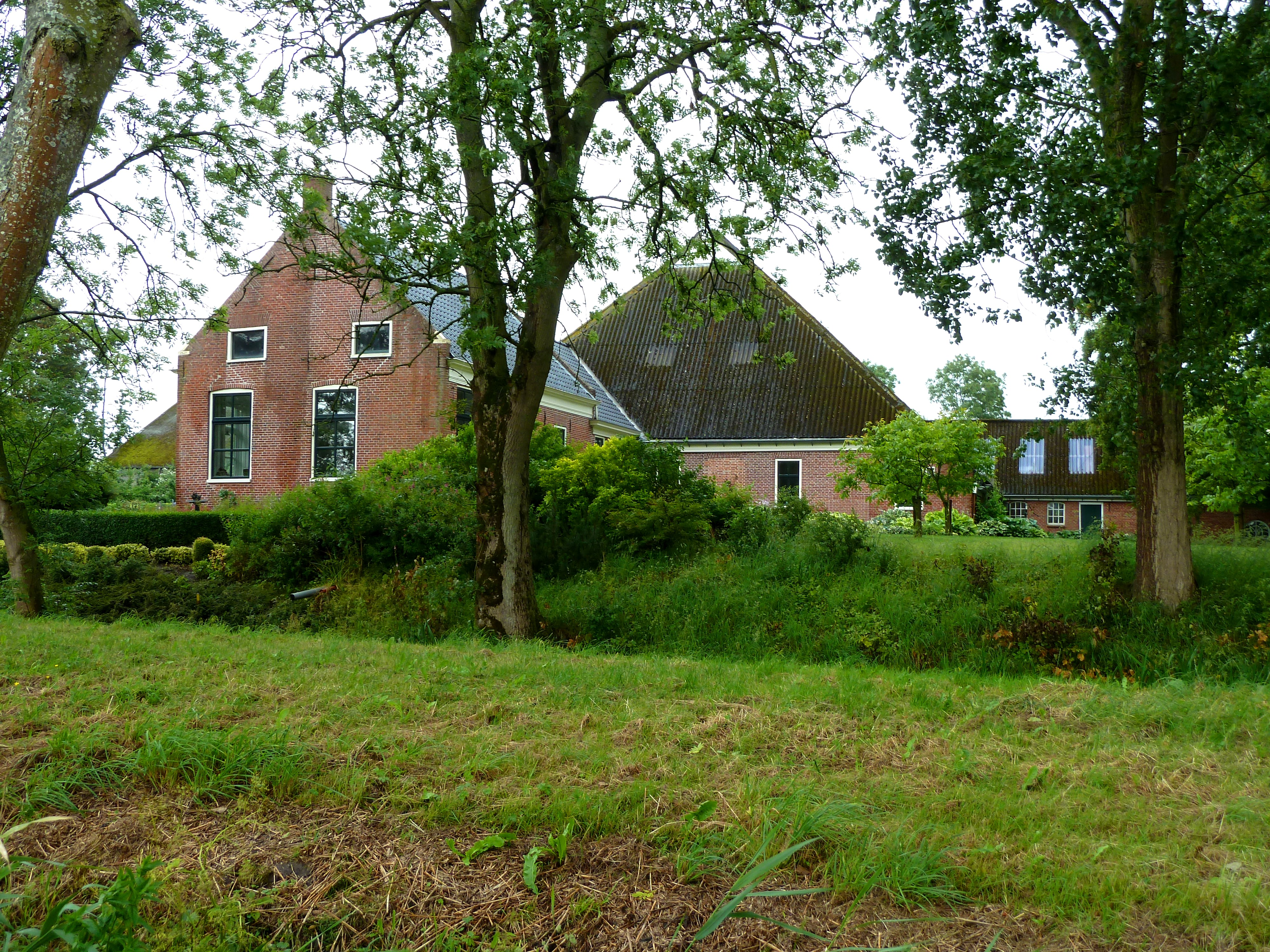
Framaheerd

Hoofdplaats: Uithuizen

Dorpen: Adorp · Den Andel · Baflo · Bedum · Eenrum · Eppenhuizen · Hornhuizen · Houwerzijl · Kantens · Kloosterburen · 't Lage van de Weg · Lauwersoog · Leens · Leenstertillen · Lutjewolde · Mensingeweer · Molenrij · Niekerk · Noordwolde · Oldenzijl · Onderdendam · Onderwierum · Oosteinde · Oosternieland · Pieterburen · Rasquert · Rodewolt · Roodeschool · Rottum · Saaxumhuizen · Sauwerd · Startenhuizen (deels) · Stitswerd · Tinallinge · Uithuizermeeden · Ulrum · Usquert · Vliedorp · Vierhuizen · Warffum · Warfhuizen · Wehe-den Hoorn · Westerdijkshorn · Westernieland · Wetsinge · Winsum · Zandeweer · Zoutkamp · Zuidwolde · Zuurdijk

Buurtschappen, gehuchten, wierden en buurten: 1e Nijhoezen · 2e Nijhoezen · 't Aagt · Abbeweer · Alinghuizen · Arwerd · Barnegaten · Bellingeweer · Bethlehem · Beusum · Bokum · Breede · Broek · Het Bultje · De Dingen · De Raken · De Vennen · Den Haver · Deikum · Doodstil · Douwen · Duisterwinkel · Eelswerd · Eemshaven · Elens · Ellerhuizen · Ernstheem · Ewer · Grijssloot · Groot Maarslag · Groot Wetsinge · De Haar · Hammeland · Den Hander · Harssens · Hefswal · Hekkum · Helwerd · Heuvelderij · Hiddingezijl · Holwinde · De Hoogte · De Horn · De Houw · 't Houweel · De Hucht · Kaakhorn · Katershorn · Kattenburg · Klei · Kleine Huisjes · Klein Garnwerd · Klein Maarslag · Klein Wetsinge · Kolham · Koningslaagte · Koningsoord · De Knijp · Kruisweg · Lutje Marne · Lutke Saaxum · Maarhuizen · (Marnehuizen) · Menkeweer · Menneweer · Midhalm · Midhuizen · Mollenhuizen · Nijenklooster · Noordpolder · Noordpolderzijl · Obergum · Oldenzijl · Oldorp · Oosterhorn · Oosterhuizen (Eenrum) · Oosterhuizen (Zuidwolde) · Oudedijk · Oudeschip · Paapstil · Panser · Plattenburg · Polen · Ranum · Reidland · Roodehaan · Schapehals · Schaphalsterzijl · Schilligeham · Schouwen · Schouwerzijl · Sint Annerhuisjes · 't Stort · De Streek · Takkebos · Ter Laan · Tijum · Valcum · Valom · Wadwerd · Walsweer · Westerhorn (De Marne) · Westerhorn (Hogeland) · Westerklooster · Westpolder · Wierhuizen · Wierum · 't Wildeveld · Willemsstreek · Zevenhuizen